# Johann Philipp von Droste zu Erwitte
Johann Philipp von Droste zu Erwitte (* 22. Juli 1684; † 1734) war Domherr in Münster und Osnabrück.

## Leben

### Herkunft und Familie
Johann Philipp von Droste zu Erwitte entstammte dem westfälischen Adelsgeschlecht Droste zu Erwitte, welches in der Mitte des 18. Jahrhunderts erlosch und seinen Namen nach dem Haus Erwitte trug. Er war der Sohn des Engelbert von Droste zu Erwitte und dessen Gemahlin Theresia Maria Anna von der Horst. Seine Geschwister waren Benedikt Wilhelm Arnold (Domherr in Paderborn, Geheimer Rat, Landdrost), Ferdinand Friedrich (1683–1728, Domherr in Paderborn und Münster), Caspar Ferdinand, ⚭ mit Juliana Elisabeth von Ketteler, Eltern von Ferdinand Philipp (1710–1736, Domherr) und Engelbert Dietrich (1725–1769, Dompropst in Hildesheim), Friedrich (Franziskaner, Propst zu Holzkirchen) und Maria, ⚭ Heinrich Dietrich von Ketteler.
Sein Onkel Placidus von Droste war von 1678 bis 1700 Fürstabt in Fulda.

### Wirken
Im Jahre 1699 verzichtete der Domherr von Beveren auf seine Osnabrücker Dompräbende und übertrug sie an Johann Philipp. Auf Vorschlag des Domkapitels wurde er im Jahre 1722 zum Domküster ernannt und erhielt im Jahr darauf durch päpstlichen Zuspruch eine Präbende in Münster. Der Kurfürst Clemens August ernannte ihn nach dem Tode des Georg Wilhelm von Wolff-Guttenberg zum Münsterschen Kammerpräsidenten. Dieses Amt war mit einem Salär von 500 Talern ausgestattet. 1726 wurde er auf sein Drängen hin zum Subdiakon geweiht, um bei der Wahl des Dompropstes für Jobst Matthias von Twickel stimmen zu können.